# ESET NOD32
ESET NOD32 is een antivirusprogramma van het Slowaakse bedrijf ESET. Het programma is beschikbaar voor Microsoft Windows, Linux, macOS, FreeBSD, Solaris, Windows Mobile en Android.
Er zijn kortweg twee producten: ESET NOD32 Antivirus (Antivirus) en ESET Smart Security (de Antivirus module uitgebreid met een Spamfilter en Personal Firewall). Deze producten kunnen op werkstations worden geïnstalleerd en de ESET NOD32 Antivirus is er ook voor file- en mailservers (Microsoft Exchange, Linux, Kerio en Lotus).
De Business Editie (voorheen Enterprise Edition) bestaat uit:
- ESET NOD32 AntiVirus (ENA) of ESET Smart Security (ESS)
- ESET NOD32 Remote Administrator Console (ERAC)
- ESET NOD32 Remote Administrator Server (ERAS)

De ERAC maakt het voor een netwerkbeheerder mogelijk om het anti-virus programma te monitoren, pushen van installaties en upgrades naar onbeschermde computers op het netwerk en configuratie bestanden vanaf een centrale plek te beheren. Bovendien zorgt een 'mirror' (ERAS) ervoor dat updates van een netwerk afgehaald kunnen worden, in plaats van het internet.
NOD32 was als een van de eerste virusscanners geschikt voor Windows XP 64 bit. NOD32 scant naast virussen ook op spyware, malware, worms, trojans en alle andere kwaardaardige codes.

## Ontstaan van de bedrijfsnaam
De naam NOD32 is als volgt ontstaan: NOD32’s "schoonzusters" werden geboren in Tsjecho-Slowakije rond de tijd dat de eerste computervirussen ontstonden (1988). Op dat moment was er een populaire tv-serie op de Tsjechoslowaakse televisie. Een serie die later, vertaald in veel andere talen, ook bekend werd in vele andere landen. De naam van deze serie was "Nemocnica na Okraji Mesta" hetgeen betekent "Ziekenhuis op de grens van de stad". De eerste virussen vielen de boot-sectoren aan, die zich bevonden aan de rand (Okraji) van een disk (Disku). Een antivirusprogramma kan in zekere zin worden vergeleken met een ziekenhuis (Nemocnica in Tsjechische en Slowaakse talen). De ontwikkelaars besloten toen om het nieuw ontworpen virusprogramma "Nemocnica na Okraji Disku" te noemen, hetgeen dus betekent; "Ziekenhuis op de rand van de disk".
Eerst noemden de ontwikkelaars het programma "enn oh dee". Onder deze naam werd het programma bekend in de Oost-Europese IT kringen. Maar dankzij de wereldwijde uitbreiding van de afgelopen jaren is het nu bijna wereldwijd bekend als "nod" en heeft in Australië zelfs een bijnaam: "Noddy Roddy".
NOD32 is vandaag de dag totaal verschillend van de originele NOD. Veel generaties van het programma zijn in de afgelopen jaren ontwikkeld, met voortdurend wijzigende en aan complexiteit toenemende computervirussen, uiteindelijk cumulerend in een krachtige 16-bit NOD-ICE. Toen de 32-bitsprocessor verscheen, werd er van de grond af een totaal nieuw programma gelanceerd om aan te sluiten aan het nieuwe platform; toen ontstond "Nemocnica na Okraji Disku 32", oftewel NOD32 was geboren.

## Naamswijziging NOD32
De productnaam NOD32 werd in oktober 2007 veranderd in Eset NOD32 Antivirus (ENA) tegelijk met de lancering van ESET Smart Security (ESS), een volledig beveiligingspakket van het moederbedrijf Eset. Internationaal wordt de naam NOD32 vooralsnog wel gebruikt voor de antivirusmodule.